# Маріо Жардел
Маріо Жардел (порт. Mário Jardel, нар. 18 вересня 1973, Форталеза) — бразильський футболіст, що грав на позиції нападника, флангового півзахисника. Один з найрезультативніших бомбардирів світового клубного футболу другої половини 1990-х та початку 2000-х, дворазовий володар «Золотої бутси» — трофею найкращому бомбардиру національних футбольних чемпіонатів Європи. Протягом 1996–2003 років провів у складі португальських «Порту» та «Спортінга», а також турецького «Галатасарая» 274 матчі, в яких забив 266 голів. Грав за збірну Бразилії.

## Клубна кар'єра
Народився 18 вересня 1973 року в місті Форталеза. Вихованець футбольної школи клубу «Ферровіаріо».
У дорослому футболі дебютував 1993 року виступами за команду клубу «Васко да Гама», в якій провів два сезони, взявши участь у 15 матчах чемпіонату.
Протягом 1995–1996 років захищав кольори команди клубу «Греміо».
Своєю грою за останню команду привернув увагу представників тренерського штабу клубу «Порту», до складу якого приєднався 1996 року. Відіграв за клуб з Порту наступні чотири сезони своєї ігрової кар'єри. Більшість часу, проведеного у складі «Порту», був основним гравцем команди. Відзначався надзвичайно високою результативністю, забиваючи в іграх чемпіонату в середньому більше одного голу за матч. За цей час тричі виборював титул чемпіона Португалії, ставав володарем Кубка Португалії (двічі).
Протягом 2000–2001 років захищав кольори команди клубу «Галатасарай», за який забив 22 м'ячі у 24 матчах.
2001 року уклав контракт з клубом «Спортінг», у складі якого провів наступні два роки своєї кар'єри гравця. Граючи у складі «Спортінга» також здебільшого виходив на поле в основному складі команди. Граючи за клуб «Спортінг» (Лісабон) також мав надзвичайно високий показник реалізації, знов таки забивав в середньому нонад один гол за гру. За цей час додав до переліку своїх трофеїв ще один титул чемпіона Португалії, знову ставав володарем Кубка Португалії.
2003 року перейшов до англійського «Болтон Вондерерз», в якому заграти не зміг і був відданий в оренду до італійської «Анкони», в якій донедавна один за найнебезпечніших форвардів європейського футболу також не зміг стати регулярним гравцем основного складу. Причиною стрімкої втрати ігрових кондицій Жардела стала зайва вага, через яку в Італії його прізвище обіграли як Lardel (від італійського lardo, тобто сало).
Втім, незважаючи на зайву вагу та все більш поважний як для футболіста вік, Жардел протягом наступних восьми років продовжував грати на професійному рівні, змінивши протягом 2004–2011 років більше десятка клубів — грав за аргентинський «Ньюеллс Олд Бойз», іспанський «Алавес», португальський «Бейра-Мар», кіпрський «Анортосіс», австралійський «Ньюкасл Юнайтед Джетс», бразильські «Гояс», «Крісіума», «Ферровіаріо», «Америка» (Форталеза), «Фламенго» (Терезіна) та «Ріо Негро», а також болгарське «Черно море» .
Завершив професійну ігрову кар'єру у 39-річному віці виступами за саудівський «Аль-Таавун», за команду якого виступав протягом 2012 року та зміг відзначитися 13 голами в 19 матчах.

## Виступи за збірну
1996 року дебютував в офіційних матчах у складі національної збірної Бразилії. Протягом кар'єри у національній команді, яка тривала 6 років, провів у формі головної команди країни лише 10 матчів, забивши 1 гол.
У складі збірної був учасником розіграшу Кубка Америки 2001 року у Колумбії.

## Політична кар'єра
На загальних виборах 2014 року Маріо Жардел був обраний до Палати депутатів за списком Бразильської соціал-демократичної партії, набравши 41 тисячу голосів.
За даними прокуратури Бразилії, опублікованими в лютому 2016 року, Жардел з групою осіб займались вимаганням, підробкою документів, і відмиванням коштів для власної вигоди. Також колишнього футболіста звинуватили в торгівлі наркотиками. 8 червня 2016 року парламентська комісія з етики схвалила прохання про припинення повноважень Жардела. Справу було передано до комісії з Конституції та правосуддя, яка схвалила справу в грудні 2016 року. Остаточне голосування в парламенті відбулося в грудні 2016 року, де було одноголосно прийнято рішення припинити депутатські повноваження колишнього футболіста.

## Титули і досягнення

### Командні
- Чемпіон Португалії (4):

«Порту»: 1996-97, 1997-98, 1998-99
«Спортінг»: 2001-02
- Володар Кубка Португалії (3):

«Порту»: 1999-98, 1999-2000
«Спортінг»: 2001-02
- Володар Суперкубка Португалії з футболу (3):

«Порту»: 1996, 1998, 1999
- Володар Кубка Туреччини (1):

«Галатасарай»: 2000-01
- Володар Кубка Лібертадорес (1):

«Греміо»: 1995
- Переможець Рекопи Південної Америки (1):

«Греміо»: 1996
- Володар Суперкубка УЄФА (1):

«Галатасарай»: 2000
- Володар Кубка Кіпру (1):

«Анортосіс»: 2006-07
Збірні
- Чемпіон світу (U-20): 1993

### Особисті
- «Золотий бутс» (2): 1999, 2002
- Найкращий футболіст Португалії (1): 2002
- Найкращий бомбардир Ліги чемпіонів (2): 2000 (10), 2001 (9)
- Найкращий бомбардир кубка Лібертадорес (1): 1995 (12)
- Найкращий бомбардир чемпіонату Португалії (5): 1997 (30), 1998 (26), 1999 (36), 2000 (38), 2002 (42)

## Статистика
Ститистика виступів у європейських клубах.
| Клуб                | Сезон               | Чемпіонат | Чемпіонат | Кубок | Кубок | Єврокубки | Єврокубки | Всього | Всього |
| Клуб                | Сезон               | Ігри      | Голи      | Ігри  | Голи  | Ігри      | Голи      | Ігри   | Голи   |
| ------------------- | ------------------- | --------- | --------- | ----- | ----- | --------- | --------- | ------ | ------ |
| «Порту»             | 1996–97             | 31        | 30        | 6     | 3     | 8         | 4         | 45     | 37     |
| «Порту»             | 1997–98             | 30        | 26        | 2     | 8     | 5         | 3         | 37     | 37     |
| «Порту»             | 1998–99             | 32        | 36        | 0     | 0     | 6         | 2         | 38     | 38     |
| «Порту»             | 1999–00             | 32        | 38        | 4     | 6     | 13        | 10        | 49     | 54     |
| «Порту»             | Всього              | 125       | 130       | 12    | 17    | 32        | 19        | 169    | 166    |
| «Галатасарай»       | 2000–01             | 24        | 22        | 2     | 1     | 17        | 11        | 43     | 34     |
| «Спортінг»          | 2001–02             | 30        | 42        | 6     | 7     | 6         | 6         | 42     | 55     |
| «Спортінг»          | 2002–03             | 19        | 11        | 1     | 1     | 0         | 0         | 20     | 12     |
| «Спортінг»          | Всього              | 49        | 53        | 7     | 8     | 6         | 6         | 62     | 67     |
| «Болтон Вондерерз»  | 2003–04             | 7         | 0         | 2+    | 3     |           |           | 9      | 3      |
| «Анкона»            | 2003–04             | 3         | 0         |       |       |           |           | 3      | 0      |
| «Бейра-Мар»         | 2006–07             | 12        | 3         | 1+    | 1     |           |           | 13     | 4      |
| «Анортосіс»         | 2006–07             | 7         | 3         |       |       |           |           | 7      | 3      |
| «Черно море»        | 2010–11             | 8         | 1         |       |       |           |           | 8      | 1      |
| Всього в Португалії | Всього в Португалії | 186       | 186       | 20    | 26    | 38        | 25        | 244    | 237    |
| Всього в Європі     | Всього в Європі     | 235       | 212       | 24    | 30    | 55        | 36        | 314    | 278    |